# 성현로 (고양시)
성현로(Seonghyeon-ro)는 경기도 고양시 일산동구 고봉동 성석삼거리에서 고양시 덕양구 관산동 관산삼거리를 잇는 도로이다.

## 주요경유지
경기도
- 고양시 일산동구 (고봉동) - 덕양구 (관산동)

## 노선
| 이름         | 접속 노선                 | 소재지 | 소재지   | 소재지                | 비고 |
| ------------ | ------------------------- | ------ | -------- | --------------------- | ---- |
| 성석삼거리   | 지방도 제363호선 (고봉로) | 고양시 | 일산동구 | 고봉동                |      |
| 마골오거리   | 진밭로                    | 고양시 | 일산동구 | 고봉동                |      |
| 성석교       |                           | 고양시 | 일산동구 | 고봉동                |      |
| 문봉사거리   | 견달산로 성현로377번길    | 고양시 | 일산동구 | 고봉동                |      |
| 사리현사거리 | 사리현로 공릉천로         | 고양시 | 일산동구 | 고봉동                |      |
| 벽제교삼거리 | 지방도 제363호선 (원당로) | 고양시 | 일산동구 | 고봉동                |      |
| 제2벽제교    |                           | 고양시 | 일산동구 | 고봉동                |      |
|              | 덕양구                    | 고양시 | 관산동   |                       |      |
| 관산삼거리   | 덕양구                    | 고양시 | 관산동   | 국도 제1호선 (통일로) |      |